# تقی‌آباد (خرم‌آباد)
تقی‌آباد روستایی از توابع بخش زاغه شهرستان خرم‌آباد در استان لرستان ایران است.

## جمعیت
این روستا در دهستان زاغه قرار دارد و براساس سرشماری مرکز آمار ایران در سال ۱۳۸۵، جمعیت آن ۱۳۶ نفر (۲۷خانوار) بوده‌است. اهالی این روستا از ایل بزرگ سکوند طایفه عالیخانی می باشند .